# Vojens
Vojens est une ville du Danemark. Elle est intégrée dans la commune de Haderslev depuis la réforme communale de 2007.

## Économie
Afin d'assurer ses besoins en chaleur, la ville est alimentée par un réseau de chaleur. Depuis 2015, de 55 à 60 % de ces besoins sont produits par une centrale de chauffage solaire, d'une capacité de 50 MW, couplée à un réservoir de stockage de 200 000 m3.